# X단위
X단위(기호 xu)는 대략 0.1pm(10-13m)과 같은 길이 단위이다. X선과 감마선의 파장을 인용할 때 사용한다.
1925년 스웨덴 물리학자 만네 시그반(1886–1978)이 처음 정의한 X단위는 그 당시에는 직접 측정할 수 없었다. 대신 측정 장치에 사용된 방해석 결정의 평면 사이의 간격으로 정의되었다.

## 같이 보기
- 옹스트롬